# 심플 맨
《심플 맨》(Simple Men)은 미국에서 제작된 할 하틀리 감독의 1992년  영화이다. 로버트 존 버크 등이 주연으로 출연하였고 제롬 브라운스타인 등이 제작에 참여하였다.

## 출연

### 주연
- 로버트 존 버크
- 빌 세이지

### 조연
- 카렌 실라스
- 엘리나 로웬슨
- 마틴 도노반
- 크리스 쿠크
- 마크 챈들러 베일리

## 기타
- 미술: 다니엘 오엘렛
- 의상: 알렉산드라 웰커